# 대림문화재단
대림문화재단은 미술관의 건립운영과 학술 연구 활동을 수행하고 문화예술단체 사업 및 학술연구 활동에 대한 지원을 통하여 한국문화예술의 발전과 중흥에 이바지할 목적으로 1996년 5월 21일 설립된 문화체육관광부 소관의 재단법인이다.

## 주요 사업
- 미술관 건립 및 운영
- 미술아카데미 운영사업
- 문화예술에 대한 학술연구
- 문화예술에 대한 인쇄, 출판, 영상사업
- 문화예술에 대한 지원사업 등

## 주사무소 및 분사무소 현황
- 주사무소: 서울특별시 종로구 자하문로4길 21 (통의동)
- 디뮤지엄: 서울특별시 성동구 왕십리로 83-21 (성수동1가)
- 프로젝트 스페이스 구슬모아 당구장: 서울특별시 종로구 종로3길 17, 126호 (청진동, D타워)

## 문화재단 소유 미술관
- 대림미술관 (서울특별시 종로구)
- 디뮤지엄 (서울특별시 성동구)